# Internet per satèl·lit
Internet per satèl·lit o connexió a Internet via satèl·lit és un mètode de connexió a Internet utilitzant com a mitjà d'enllaç un satèl·lit.